# Бомбар
«Бомба́р» (фр. Bombard) — новела французького письменника Гі де Мопассана, видана в 1884 році. Сюжет твору розповідає про перелюб Сімона Бомбара, одруженого з англійкою, і про неочікуване викриття подружньої зради, яке сталося завдяки стриманості дружини.

## Історія
Вперше ця новела була опублікована у газеті «Gil Blas» 28 жовтня 1884 року. У 1886 році вона увійшла до збірки «Туан». Український переклад твору здійснив Іван Рильський. В його перекладі новела побачила світ у видавництві «Дніпро» двічі: у восьмитомному зібранні творів Гі де Мопассана (1969—1972) і двотомному виданні вибраних творів письменника (1990).

## Сюжет
Сімон Бомбар — син небагатих батьків, але це не заважає йому байдикувати і бути телепнем. Його життєва стратегія вичерпується відвідинами родичів у курортному містечку, а мрії зводяться до пошуку тієї єдиної, «якої мені треба». Однак несподівано вдача посміхається цьому йолопові. Він знайомиться з англійкою, трохи старшою за нього і, вочевидь, досвідченою жінкою, яка ще й виявляється багатійкою. За три місяці подружжя оселяється у Парижі на ренту дружини. Стриманий характер жінки не задовольняє Бомбара, він починає зраджувати їй зі служницею. Щовечора, коли дружина вже лягла спати, Бомбар повертається з кав'ярні та нашвидку вгамовує сексуальну спрагу у темному передпокої, тицяючи служниці незмінний луїдор. Та одного разу після особливо палких любощів, він не знаходить дружини у спальні, проте задовольняється її поясненням «була на кухні, напилася води». Наступного ранку у присутності Бомбара англійка холоднокровно віддає служниці отримані від власного чоловіка гроші.